# Krepšić
Krepšić – wieś w Bośni i Hercegowinie, w dystrykcie Brczko. W 2013 roku liczyła 696 mieszkańców, z czego większość stanowili Serbowie.